# Manuel Matamoros
Manuel Matamoros García (Lepe, Huelva, 8 de abril de 1834 - Lausana, Suiza, 31 de julio de 1866) fue un militar y religioso español.

## Biografía
Aunque nació en Lepe, Huelva, vivió gran parte de su vida en Málaga. Su padre, teniente coronel de artillería, murió cuando Manuel tenía sólo dos años. 
Perdí, en lo más tierno de mi juventud, a mi querido padre, que bajó al sepulcro cediéndome un nombre sin mancha, y perdí aquel apoyo tan necesario, sin duda, cuando más lo necesitaba por mi tierna edad. Quedome una madre celosa y dotada de virtudes, que guió mis pasos tal cual sus virtudes le guiaban a ella.
Estudió en la Academia Militar de Toledo de 1850 a 1853. Sus primeros contactos con el protestantismo los tendría en Gibraltar, aprovechando que en este enclave británico existía la libertad religiosa, durante los cinco meses que estuvo refugiado después de participar en varias protestas políticas. Allí conoció a Francisco de Paula Ruet, deportado a Gibraltar por repartir propaganda protestante, quien, ordenado pastor presbiteriano, fundó la Iglesia Española Reformada, a la cual se unió Matamoros y a Juan Bautista Cabrera Ibarz, entre otros protestantes.
Una vez de vuelta en Málaga a principios de 1859, es llamado a filas con destino Sevilla, en el regimiento donde había sido inscrito. Allí empieza a relacionarse con el círculo protestante de la capital hispalense. Su proselitismo dentro del acuartelamiento le causó algunos problemas, y consiguió dejar su puesto de siempre y cuando dispusiera para ello a un sustituto. Tras este tiempo, volvió a Málaga, donde ayudaría a fundar algunas iglesias al igual que en Jaén, todas ellas bajo el paraguas de la Iglesia Reformada Española, dirigida por Ruet desde Gibraltar.
El 12 de diciembre de 1859, al servicio de un Comité para la Evangelización de España, fundado tres años antes en París, Matamoros llega a Barcelona. Unos meses después, el 9 de octubre de 1860, fue detenido en su casa de Barcelona por el único delito de ser cristiano y amar a mis semejantes tan bien como para desearlo, tras ser acusado desde Granada por el gobernador civil, después de un registro en casa de J. Alhama, presidente del consistorio protestante local, donde se intervinieron algunos documentos comprometedores. Cuando el juez le preguntó, contestó que no pertenecía a la Iglesia Católica, y es enviado a la cárcel hasta finales de año. Durante todo este periodo, se cartea con sus colegas Francisco de Paula Ruet, Luis Usoz Río y Guillermo Green. El 1 de enero de 1861, fue trasladado a la cárcel de la Audiencia de Granada, donde permaneció hasta 1863.
Es condenado a 8 años de prisión. Después de la caída del gobierno de O'Donnell, el 31 de mayo de 1863 se le conmuta la pena de cárcel por el destierro fuera del territorio nacional. Visitará Inglaterra, Holanda, Francia y Suiza, donde organizó la publicación en Granada, de manera clandestina, de 3000 ejemplares del Nuevo Testamento de la versión Reina-Valera, financiada por la Sociedad Bíblica Escocesa.
Murió en Lausana, Suiza, el 31 de julio de 1866. Se le considera fundador del protestantismo español contemporáneo, y se le ha dado, dentro de la comunidad evangélica, el apelativo de Campeón y Mártir de la Libertad Religiosa en España.